# اندی اسنیپ
اندی اسنیپ (به انگلیسی: Andy Sneap) یک تهیه‌کننده موسیقی، مهندس صدا، میکس‌کننده، ترانه‌سرا و گیتارنواز انگلیسی است.

## به عنوان موسیقی‌دان
اندس اسنیپ از سال ۱۹۸۵ تا ۱۹۹۱ یکی از اعضای گروه ترش متال سبت بود و با آن گروه در آن زمان سه آلبوم ضبط کرد و تهیه‌کنندگی دو آلبومشان را نیز خود او عهده‌دار بود. پس از منحل شدن سبت، او گروه ترش متال گادسند را بنیان نهاد. مابین سال‌های ۲۰۰ تا ۲۰۰۱ یکی از گیتارنوازان گروه فازی بود. از سال ۲۰۰۶ و شکل‌گیری دوبارهٔ سبت، او نیز به گروه سابق خود پیوست، همچنین از سال ۲۰۰۸ نیز در گروه هل گیتار می‌زند.

## به عنوان تهیه‌کننده
اسنیپ به عنوان یک تهیه‌کننده تاکنون یک جایزه گرمی کشور سوئد را به دلیل تهیه‌کنندگی آلبوم ۲۰۰۲ اپث، رهایی، دریافت کرده است، همچنین در ایالات متحده آمریکا نیز نامزد دریافت جایزه گرمی برای آلبوم Endgame و تک‌آهنگ «Sudden Death»از مگادث شده بود. آلبوم The End of Heartache از کیلسوئیچ انگیج شده نیز از دیگر کارهای او بود که نامزد گرمی شده بود.